# Списък с награди и номинации на Д-р Хаус
„Д-р Хаус“ е американски драматичен сериал, излъчен за пръв път по FOX от 16 ноември 2004 г. до 21 май 2012 г. Номиран е за редица награди, включително 20 Еми-та (пет победи), девет награди NAACP Image (две победи), 9 награди Teen Choice (една победа), осем Златни глобуса (две победи), седем награди Сателит (пет победи), шест на Гилдията на телевизионните актьори (две победи), една БАФТА и награда Peabody.

## Награди Еми за праймтайм
| Година | Категория                                     | Номиниран(и) | Епизод          | Резултат  |
| ------ | --------------------------------------------- | --- | --------------- | --------- |
| 2005   | Най-добър сценарийза драматичен сериал        | Дейвид Шор | "Three Stories" | Победа    |
| 2005   | Най-добър актьор в драматичен сериал          | Хю Лори |                 | Номинация |
| 2006   | Най-добър драматичен сериал                   | Кейти Джейкъбс, Дейвид Шор, Брайън Сингър, Томас Л. Моран, Ръсел Френд, Гарет Лърнър, Дорис Игън, Дейвид Семъл, Мат Уитън, Грит ван дер Миър и Лоурънс Каплоу                                |                 | Номинация |
| 2007   | Най-добър актьор в драматичен сериал          | Хю Лори | "Half-Wit"      | Номинация |
| 2007   | Най-добър гостуващ актьор в драматичен сериал | Дейвид Морз | "Finding Judas" | Номинация |
| 2007   | Най-добър драматичен сериал                   | Дейвид Шор, Кейти Джейкъбс, Пол Атаназио, Брайън Сингър, Даниъл Сакхайм, Ръсел Френд, Гарет Лърнър, Томас Л. Моран, Дорис Игън, Лоурънс Каплоу, Герит ван дер Миър, Питър Блейк и Ленард Дик | "Half-Wit"      | Номинация |
| 2008   | Най-добър актьор в драматичен сериал          | Хю Лори | "House's Head"  | Номинация |
| 2008   | Най-добра режисура за драматичен сериал       | Грег Яйтанес | "House's Head"  | Номинация |
| 2008   | Най-добър драматичен сериал                   | Дейвид Шор, Кейти Джейкъбс, Пол Атаназио, Брайън Сингър, Даниъл Сакхайм, Ръсел Френд, Гарет Лърнър, Томас Л. Моран, Дорис Игън, Лоурънс Каплоу, Герит ван дер Миър, Питър Блейк и Ленард Дик | "Frozen"        | Победа    |
| 2009   | Най-добър актьор драматичен сериал            | Хю Лори |                 | Номинация |
| 2009   | Най-добър драматичен сериал                   | Дейвид Шор, Кейти Джейкъбс, Пол Атаназио, Брайън Сингър, Даниъл Сакхайм, Ръсел Френд, Гарет Лърнър, Томас Л. Моран, Дорис Игън, Лоурънс Каплоу, Герит ван дер Миър, Питър Блейк и Ленард Дик |                 | Номинация |
| 2010   | Най-добър актьор в драматичен сериал          | Хю Лори | "Broken"        | Номинация |
| 2011   | Най-добър актьор в драматичен сериал          | Хю Лори | "After Hours"   | Номинация |